# Gilbert och Elliceöarna

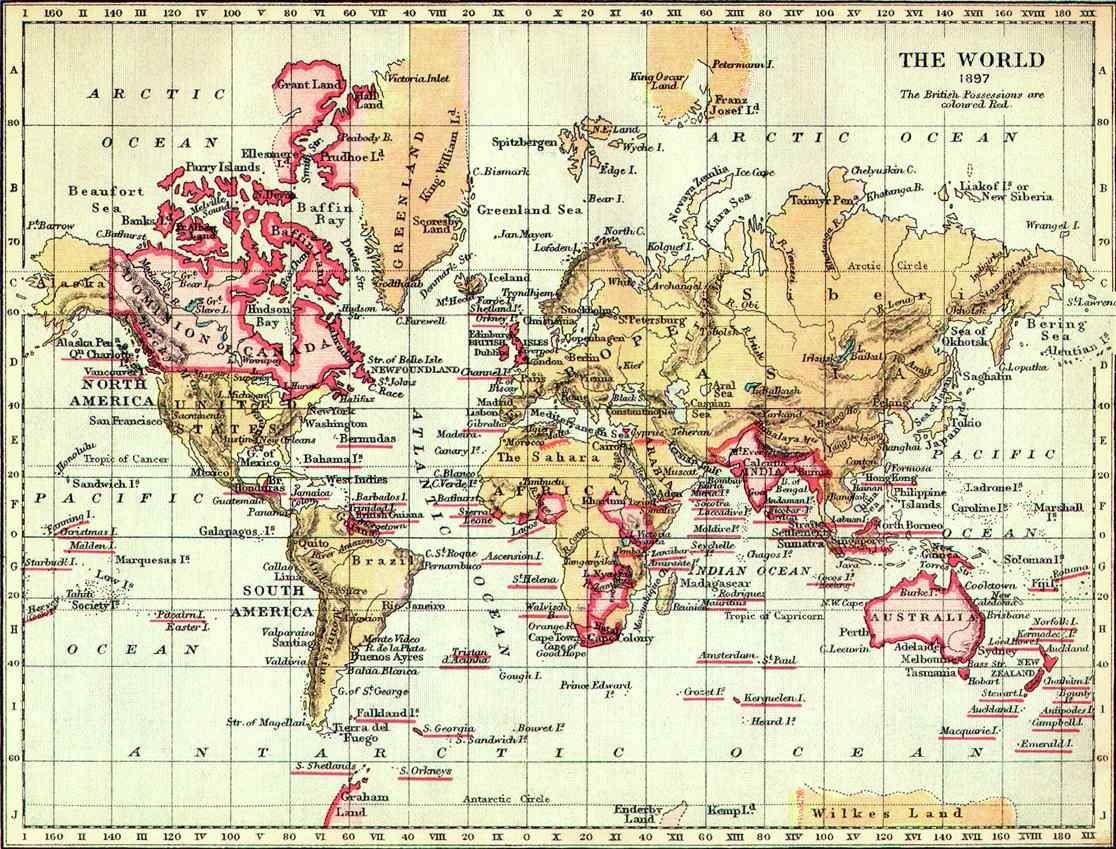
Brittiska Imperiet 1897.

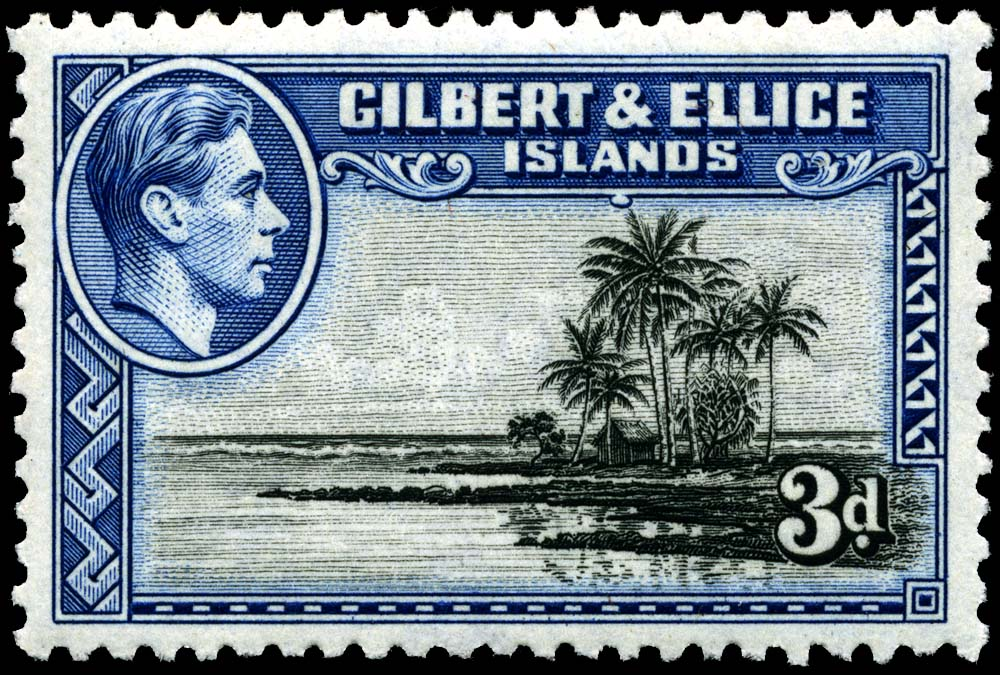
Frimärke från Gilbert och Elliceöarna 1939.

Gilbert och Elliceöarna (engelska: Gilbert and Ellice Islands) var ett brittiskt protektorat och koloni i Stilla havet och en del i det Brittiska Västra Stillahavsterritoriet.

## Tillhörande områden
Gilbert och Elliceöarna omfattade följande öområden

### Gilbertöarna
1890 beordrade den brittiske High Commissioner (förvaltaren) att införliva Gilbertöarna till brittiskt territorium för att förekomma såväl Kejsardömet Tyskland som USA. Den formella "Declaration of a British Protectorate" genomfördes av kapten E.H.M. Davis på fartyget HMS Royalist den 27 maj 1892 på Abemama och i januari 1916 blev området en egen koloni.

### Elliceöarna
Elliceöarna (nuvarande Tuvalu) hamnade 1877 under brittisk överhöghet där de i oktober 1892 deklarerades ett brittiskt protektorat genom kapten Gibson på fartyget HMS Curacao och från 1916 blev området en egen koloni.

## Historia
Kolonin skapades i november 1916 genom att Elliceöarna och Gilbertöarna sammanfogades förvaltningsmässigt. Senare införlivades även Phoenixöarna, Lineöarna och Unionöarna i området. Kolonin förvaltades först från Banaba och efter andra världskriget flyttade förvaltningen till Tarawa. Området gav ut egna frimärken och hade tidvis även en egen valuta.
Under andra världskriget ockuperades öarna under åren 1941, 1942 och 1943 av Japan.
Den 1 oktober 1975 separerades områdena igen där Elliceöarna först blev en egen del i det Brittiska Västra Stillahavsterritoriet och 1978 blev den självständiga nationen Tuvalu.
Gilbertöarna kvarstod inom det Brittiska Västra Stillahavsterritoriet fram till 1976 och blev 1979 del i den självständiga nationen Kiribati.